# Курси водіння
Курси водіїв — навчальний заклад спеціальної освіти, призначений для підготовки водіїв. В автошколі ведеться підготовка водіїв до складання іспитів на право керування транспортними засобами. Іспити на право керування транспортними засобами кожної категорії здаються окремо. Автошколи, які готують водіїв транспортних засобів категорії «A», звичайно називають мотошколами.
Курси водіїв повинні мати ліцензію Міністерства Освіти і Науки України, а також сертифікат про акредитацію Головного сервісного центру МВС України.
На курси водіння приймають осіб, які пройшли спеціальну медичну комісію і досягають певного віку на момент їх закінчення.

## Зі скількох років можна отримати посвідчення водія?
- А та А1 — від 16 років.
- В, В1, С, С1 — від 18 років.
- ВЕ, В1Е, СЕ — 19 років.
- Інші категорії прав — після 21 року.

## Документи, які потрібні для запису на курси водія в автошколу
- Паспорт громадянина України.
- Ідентифікаційний код.
- Медична довідка 083/o.
- 2-5 фотографій розміром 3,5х4,5

## Навчання на курсах водіння
Загальний термін навчання в основному становить 2,5 місяці. За цей час в автошколі [Архівовано 19 січня 2022 у Wayback Machine.] проходять теорію (Правила дорожнього руху, технічні особливості автомобіля, надання першої медичної допомоги), практику (навчальна їзда на автодромі і в місті).
Після завершення курсів водіння слухачі здають внутрішній екзамен та отримують офіційний сертифікат про проходження підготовки водія транспортного засобу, термін дії якого становить 2 роки. Цей сертифікат спрямовується в Сервісний центр МВС, де курсанти складають екзамен на отримання посвідчення водія.

## Важливо знати
- перше посвідчення водія видають на 2 роки;
- на час дії першого посвідчення водія існує заборона на перевищення швидкості понад 70 км/год;
- обмін на постійне посвідчення відбувається у випадку, якщо протягом двох років з дня його видачі власник здійснив не більше 2 порушень правил дорожнього руху;
- у разі 3 і більше порушень обмін на постійне посвідчення водія можливе лише після складання нових іспитів;
- якщо водія з постійним посвідченням позбавили права керування, то поновлення такого права можливе лише після нового навчання в автошколі та складання нових іспитів. Таке посвідчення знову видають на 2 роки.